# Solan (distrikt)
Solan (hindi: सोलन जिला) er et distrikt i den indiske delstat Himachal Pradesh. Distriktets hovedstad er Solan. 

## Demografi
Ved folketællingen i 2011 var der 576,670 indbyggere i distriktet, mod 500,557 i 2001. Den urbane befolkningen udgør 17,70 % af befolkningen.
Børn i alderen 0 til 6 år udtgjorde 11,51 % i 2011 mod 13,27 % i 2001. Antallet af piger i den alder per tusinde drenge er 899 i 2011 mod 900 i 2001.